# La Magdalena Atlicpac
La Magdalena Atlicpac – miasto w Meksyku, w stanie Meksyk.